# Landas
Landas (ndl.: „Landast“) ist eine französische Gemeinde mit 2.482 Einwohnern (Stand 1. Januar 2022) im Département Nord in der Region Hauts-de-France. Sie gehört zum Arrondissement Douai und zum Kanton Orchies.

## Geographie
Die Gemeinde Landas liegt im Regionalen Naturpark Scarpe-Schelde, 20 Kilometer nordwestlich von Maubeuge und vier Kilometer von der Grenze zu Belgien entfernt. Nachbargemeinden von Landas sind Aix-en-Pévèle im Norden, Saméon im Osten, Rosult und Sars-et-Rosières im Südosten, Beuvry-la-Forêt im Süden, Orchies im Westen und Nomain im Nordwesten.

## Bevölkerungsentwicklung
| Jahr                       | 1962 | 1968 | 1975 | 1982 | 1990 | 1999 | 2006 | 2013 | 2020 |
| Einwohner                  | 1765 | 1706 | 1838 | 2006 | 2038 | 2261 | 2331 | 2394 | 2414 |
| Quellen: Cassini und INSEE |      |      |      |      |      |      |      |      |      |

## Sehenswürdigkeiten
- Kirche Saint-Vaast mit einer Glocke aus dem Jahr 1285

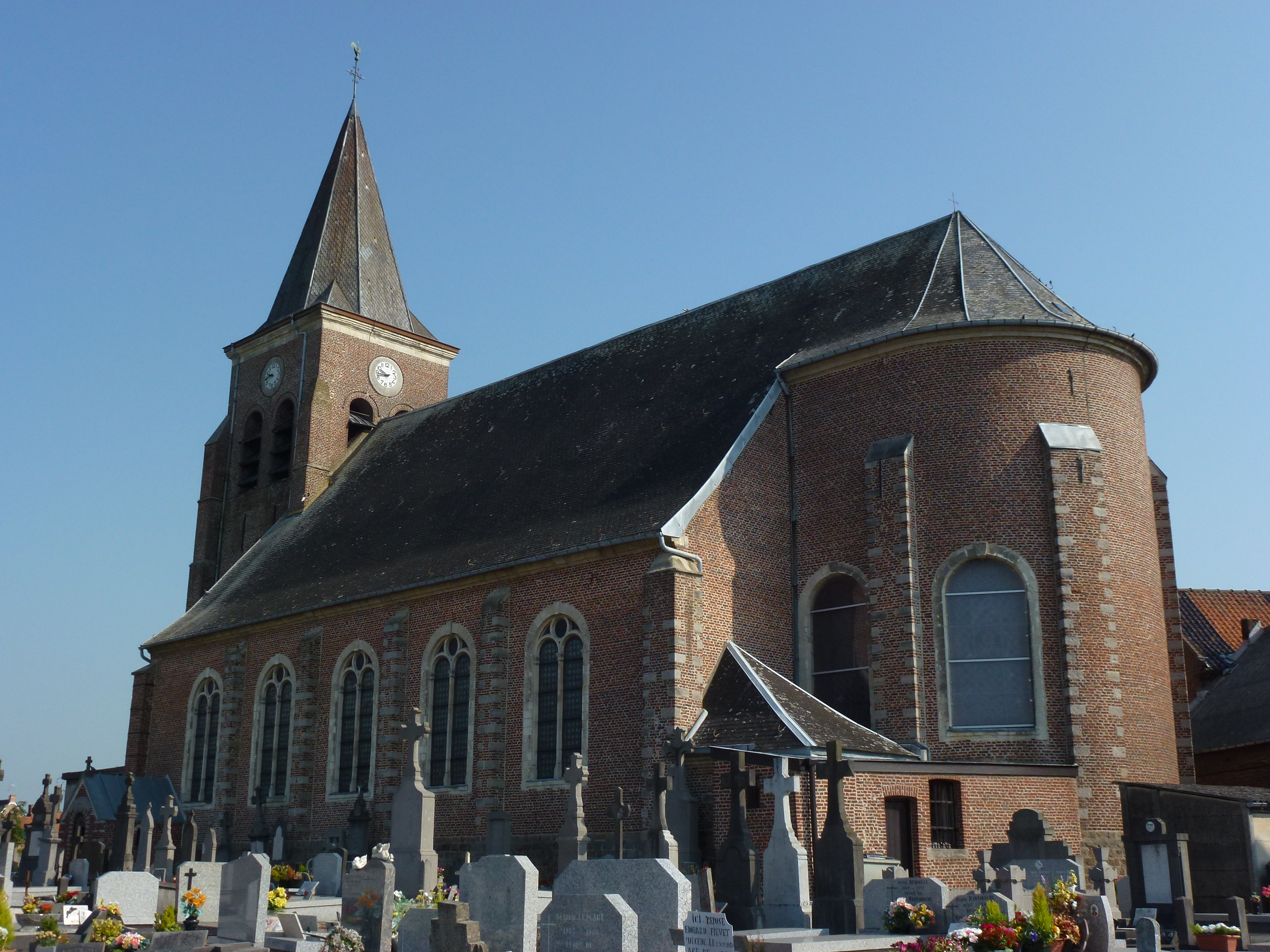
Kirche Saint-Vaast
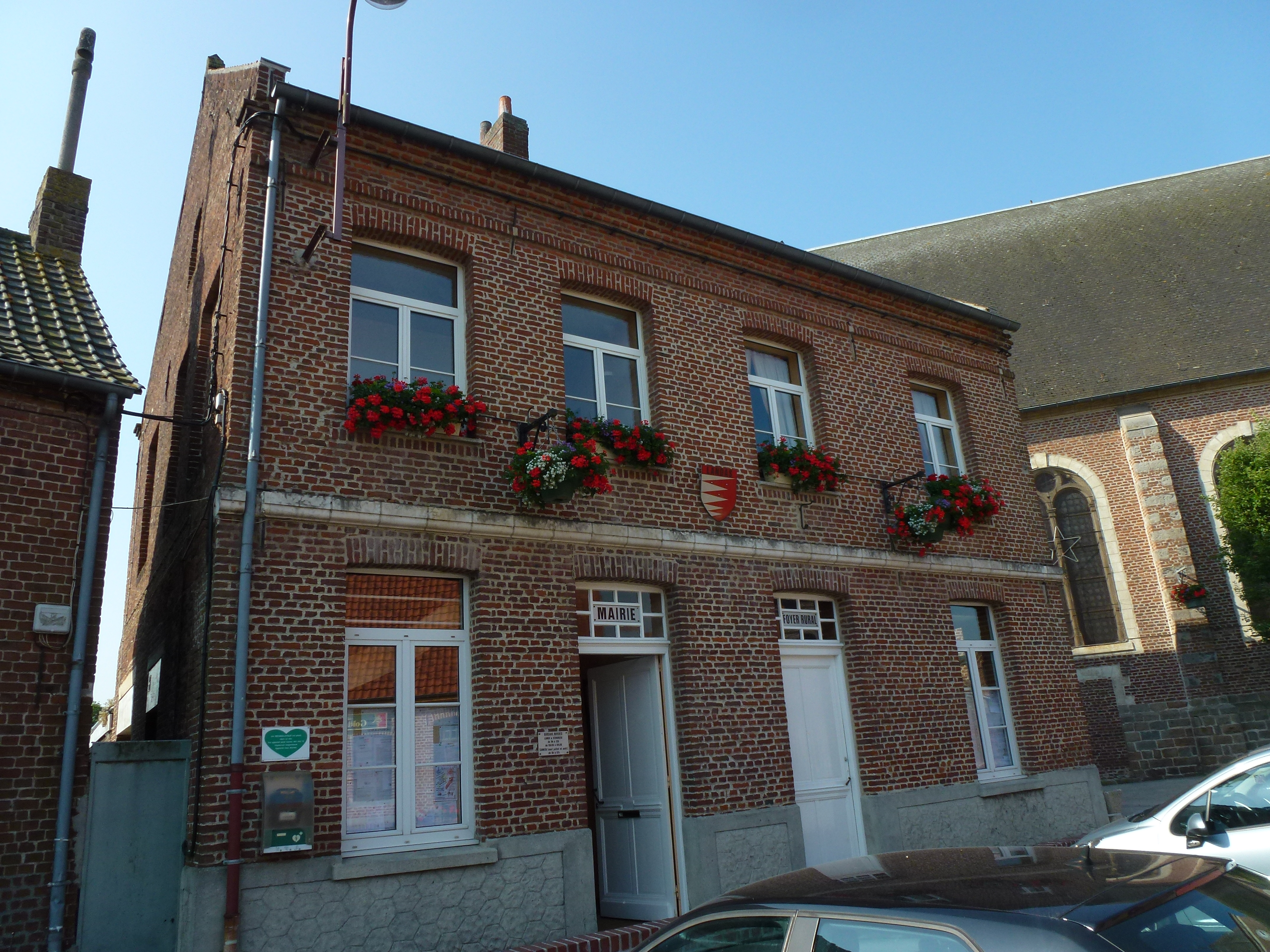
Rathaus (mairie)
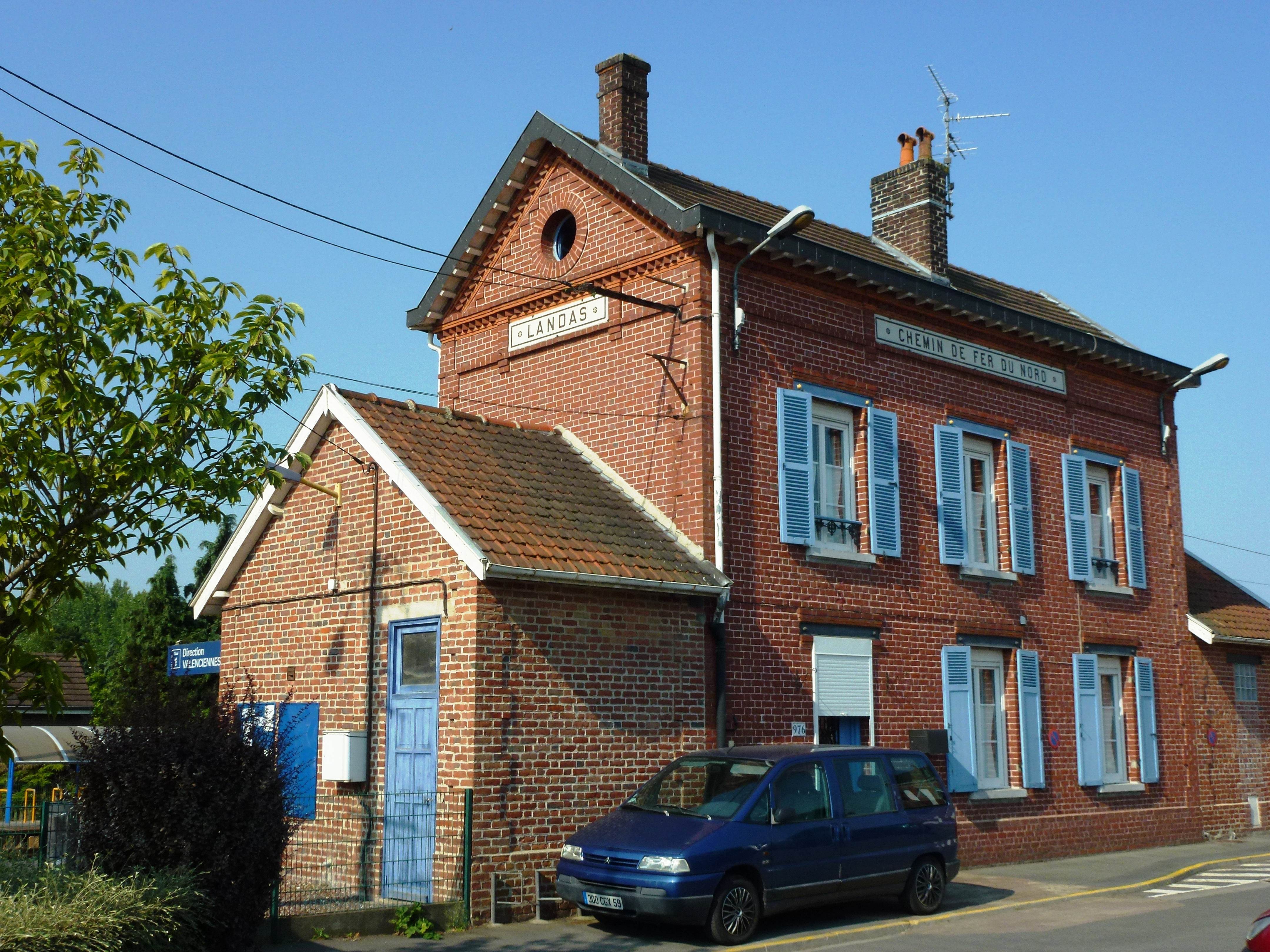
Bahnhof Landas
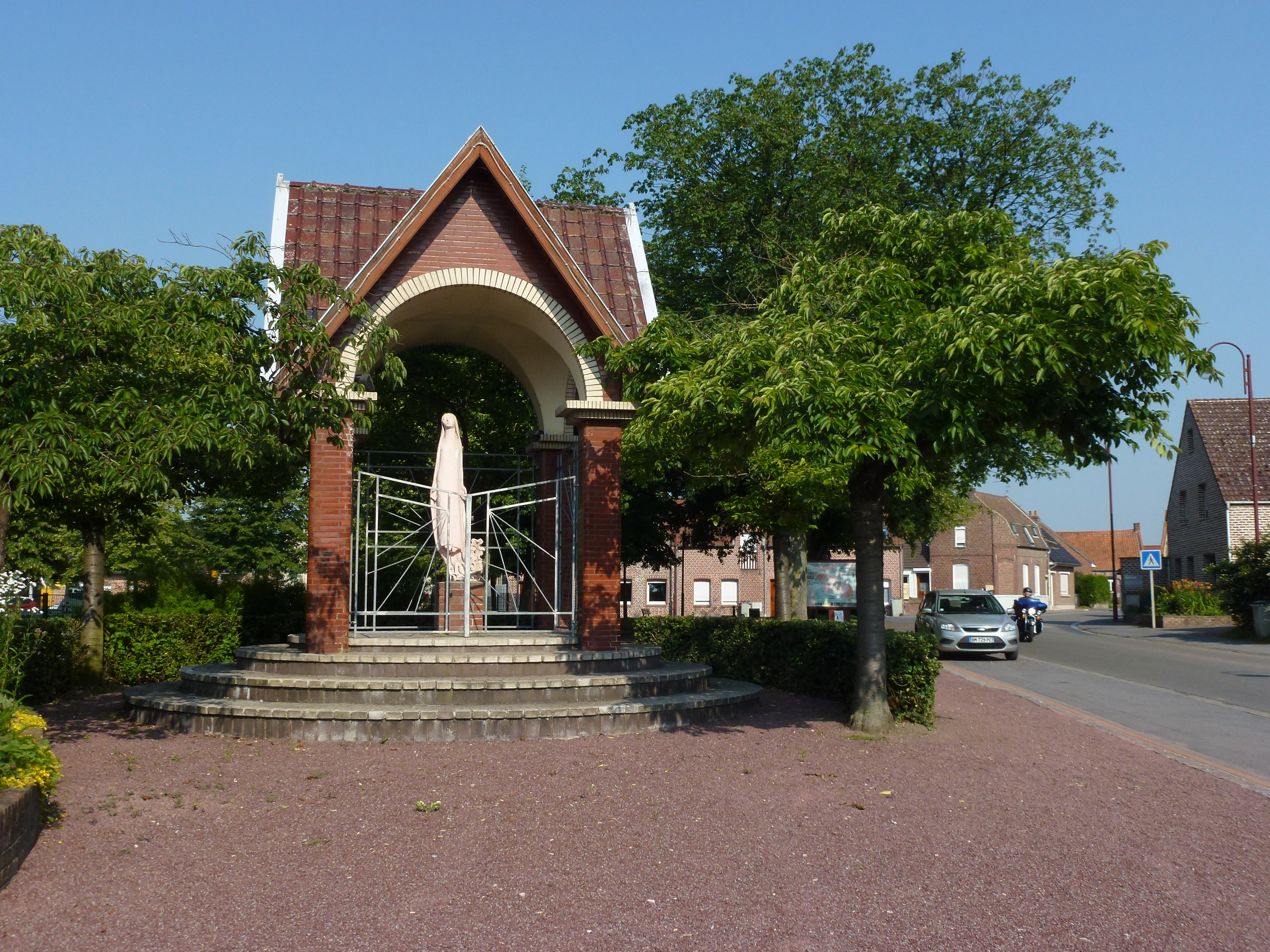
Oratorium der Jungfrau Maria
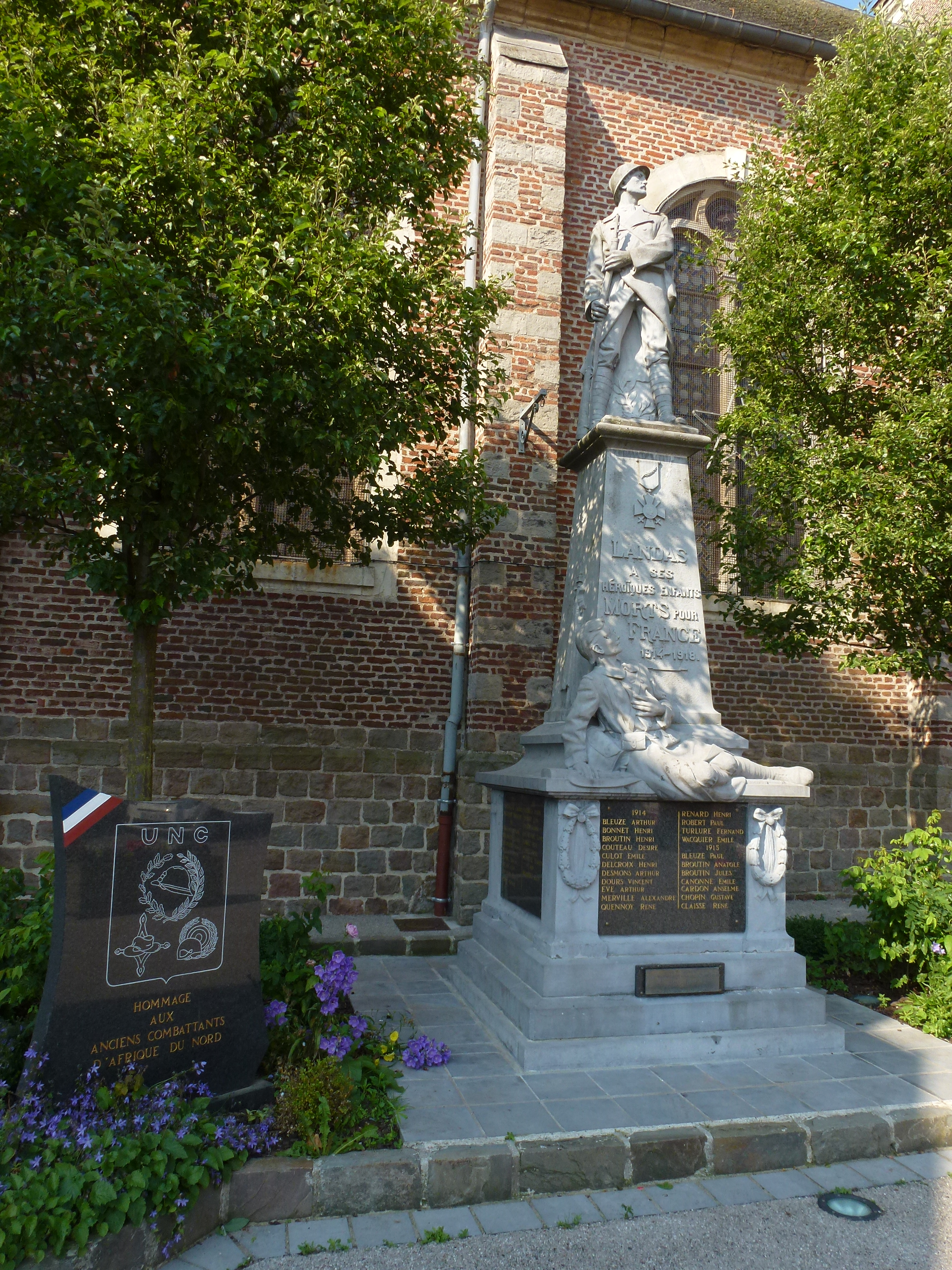
Gefallenendenkmal

## Persönlichkeiten
- Miron Zlatin (1904–1944), Direktor des Kinderheims von Izieu im Département Ain, und seine Ehefrau Sabine Zlatin (1907–1996), Widerstandskämpferin und Malerin; das Ehepaar besaß ab 1929 eine Geflügelfarm in Landas (siehe auch Kinder von Izieu)